# كين جونز (لاعب كرة قدم بريطاني)
كين جونز (بالإنجليزية: Ken Jones)‏ (9 فبراير 1941 في المملكة المتحدة - ) هو لاعب كرة قدم بريطاني في مركز الوسط. لعب مع كولتشستر يونايتد ونادي ساوثيند يونايتد ونادي مارغيت ونادي ميلوول.